# La Magdalena, Temascalcingo
La Magdalena är en stad i kommunen Temascalcingo i delstaten Mexiko i Mexiko. Samhället hade 5 077 invånare vid folkräkningen 2020. Staden är belägen precis norr om kommunens huvudort Temascalcingo de José María Velasco.